# Ulpan

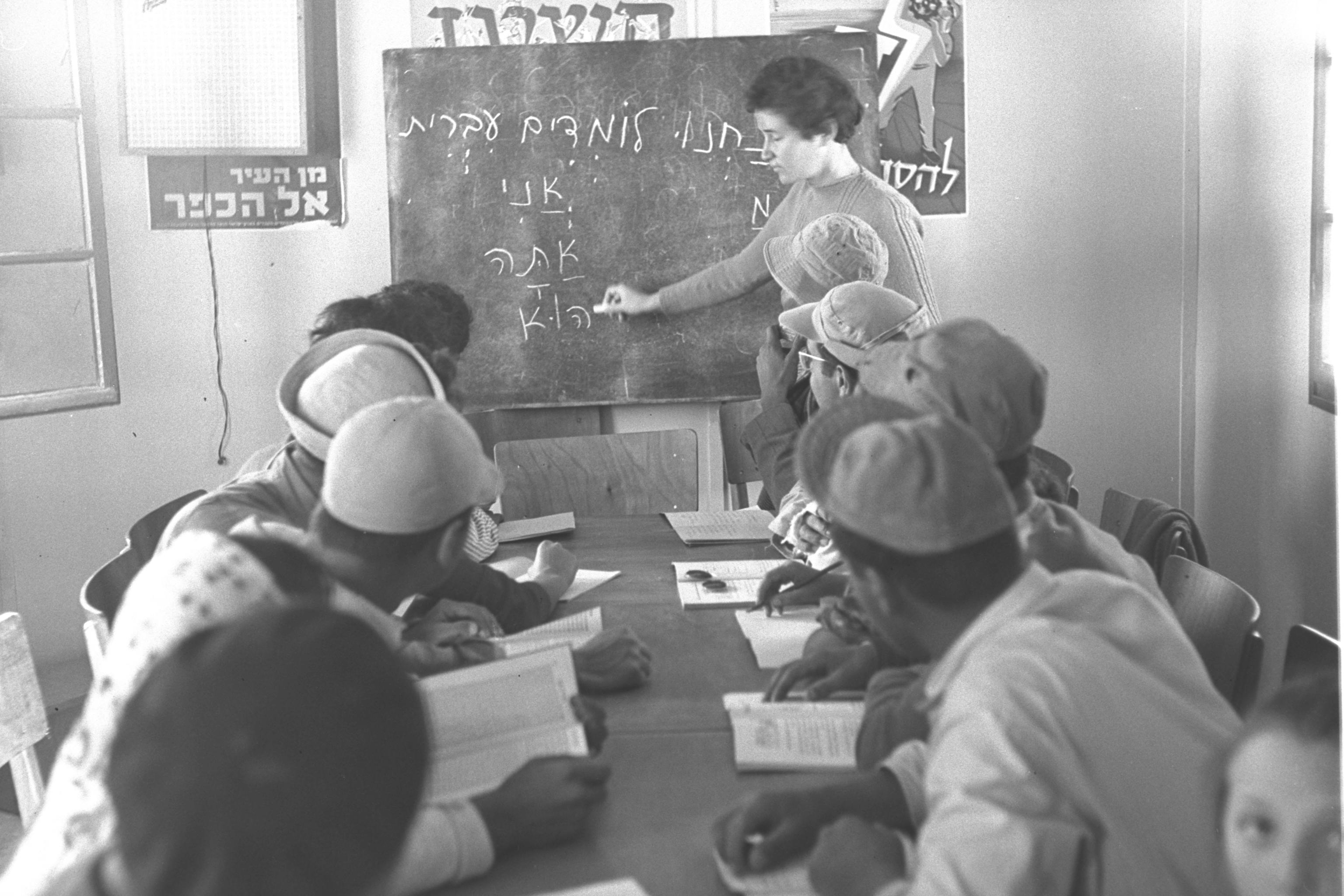
Ulpan, 1955

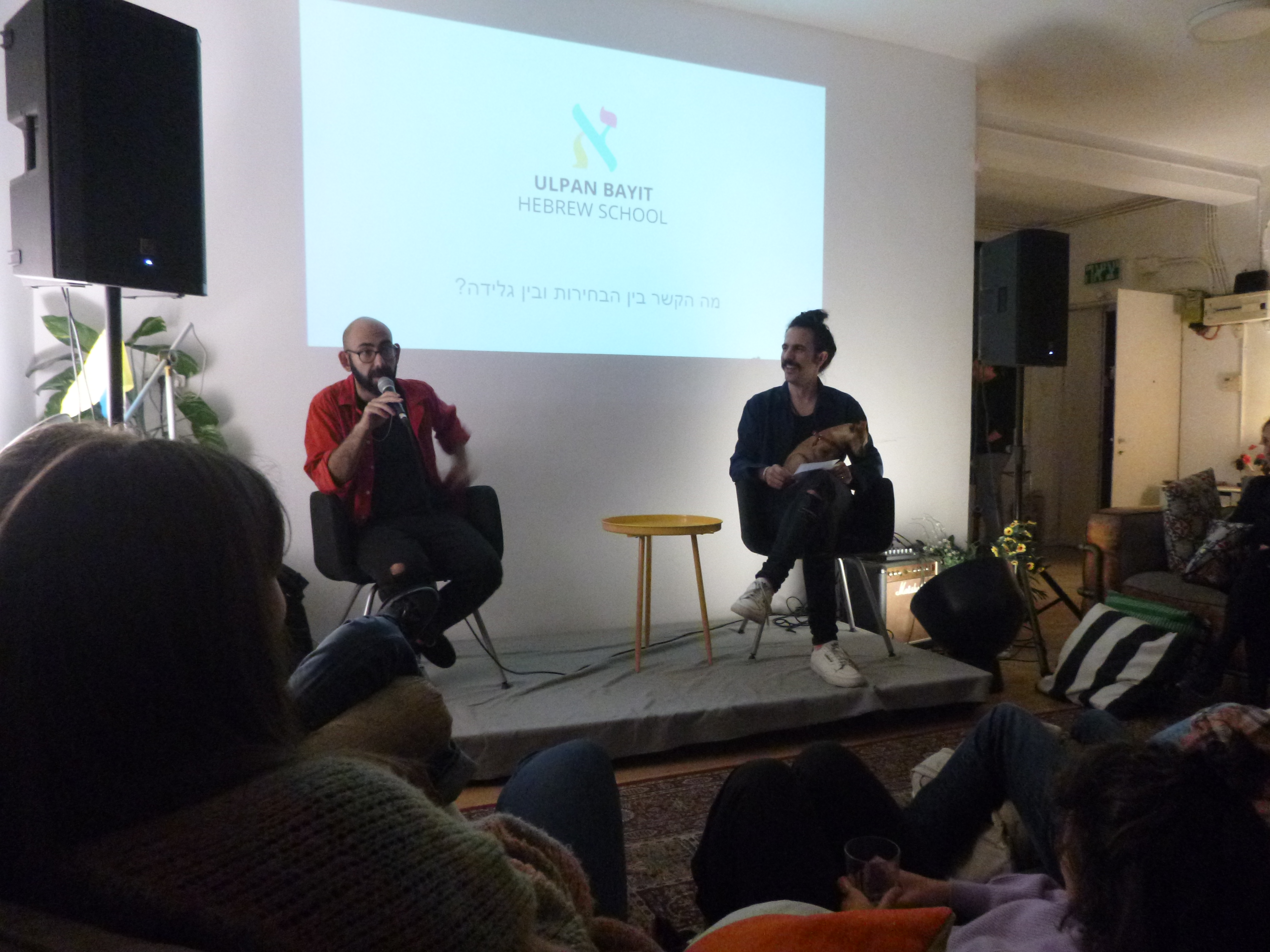
Podiumsveranstaltung mit einem Journalisten von Haʾaretz in einem linksliberalen Ulpan in Tel Aviv, 2019

Ein Ulpan (hebräisch אֻלְפָּן ‚Unterricht, Anweisung‘, Plene: אולפן, Plural אולפנים/אֻלְפָּנִים Ulpanīm) ist ein intensiver Hebräischkurs, bei dem Ivrit unterrichtet wird, bzw. auch die Schule, die diesen Kurs anbietet. Der Besuch der Ulpanim legt für Juden, die sich für die Alija entschieden haben, und andere Lernende einen Grundstein zur Integration in die israelische Gesellschaft. Es werden wichtige Kenntnisse vermittelt, um sich schon sehr bald auf Hebräisch verständigen sowie die Sprache lesen und schreiben zu können.
Die meisten Ulpanim bieten eine Einführung in israelischer Kultur, Geschichte und Landeskunde, mit dem Ziel, den Neubürgern eine schnelle Einfügung ins soziale, kulturelle und wirtschaftliche Leben Israels zu ermöglichen. Manche dieser Ulpanim sind zionistisch ausgerichtet. Auch bekannt ist der Ulpan als Kibbuz-Ulpan, wenn er, während normalerweise fünf Monaten, in einem Kibbuz stattfindet und mit einem Arbeitsprogramm und dem Alltagsleben im Kibbuz-Kollektiv verbunden ist.
Eine weitere Bedeutung von Ulpan ist Tonstudio, eine neuhebräische Wortschöpfung von Eliezer Lubrani, 1936 bis 1942 Leiter des Radiosenders Kol Yerushalayim.

## Die Entstehung des Konzeptes
Das Konzept des Ulpans entstand im Jischuv im britischen Mandatsgebiet Palästina und wurde 1948 kurz nach Gründung des Staates Israel eingeführt, um das von Eliezer Ben-Jehuda entwickelte Ivrit schnell gegen die anderen von den Einwanderern gesprochenen Sprachen wie Jiddisch, Ladino, Englisch, Deutsch oder Arabisch durchzusetzen. Vorläufer waren ähnlich angelegte Kurse in der jüdischen Diaspora Europas, wo zionistische Schulen und Gymnasien bestanden, deren Abgänger bereits bei ihrer Einreise in Palästina Ivrit vollständig beherrschten. Diese erreichten das Land ab den 1930er Jahren.
Der neu gegründete Staat sah sich mit einem massiven Zustrom von Einwanderern und Flüchtlingen aus Europa, Nord- und Ostafrika, dem mittleren Osten und weiteren Erdteilen gegenüber. Obwohl sie alle als Juden anerkannt wurden, unterschieden sie sich stark in Sprache und Kultur. Durch die Flucht und Vertreibung von Juden aus arabischen Ländern war zudem der Anteil der Analphabeten an der Gesamtbevölkerung zwischen 1948 und 1954 von 8 % auf 15 % gestiegen. Das gemeinsame Lernen im Ulpan diente deshalb als ein erstes gemeinsames Bindeglied und half beim Versuch, eine neue gemeinsame Identität aufzubauen. Dem Wunsch Theodor Herzls, dass Deutsch die Sprache des angestrebten jüdischen Staates werden sollte, konnte nicht entsprochen werden.

## Die Gegenwart

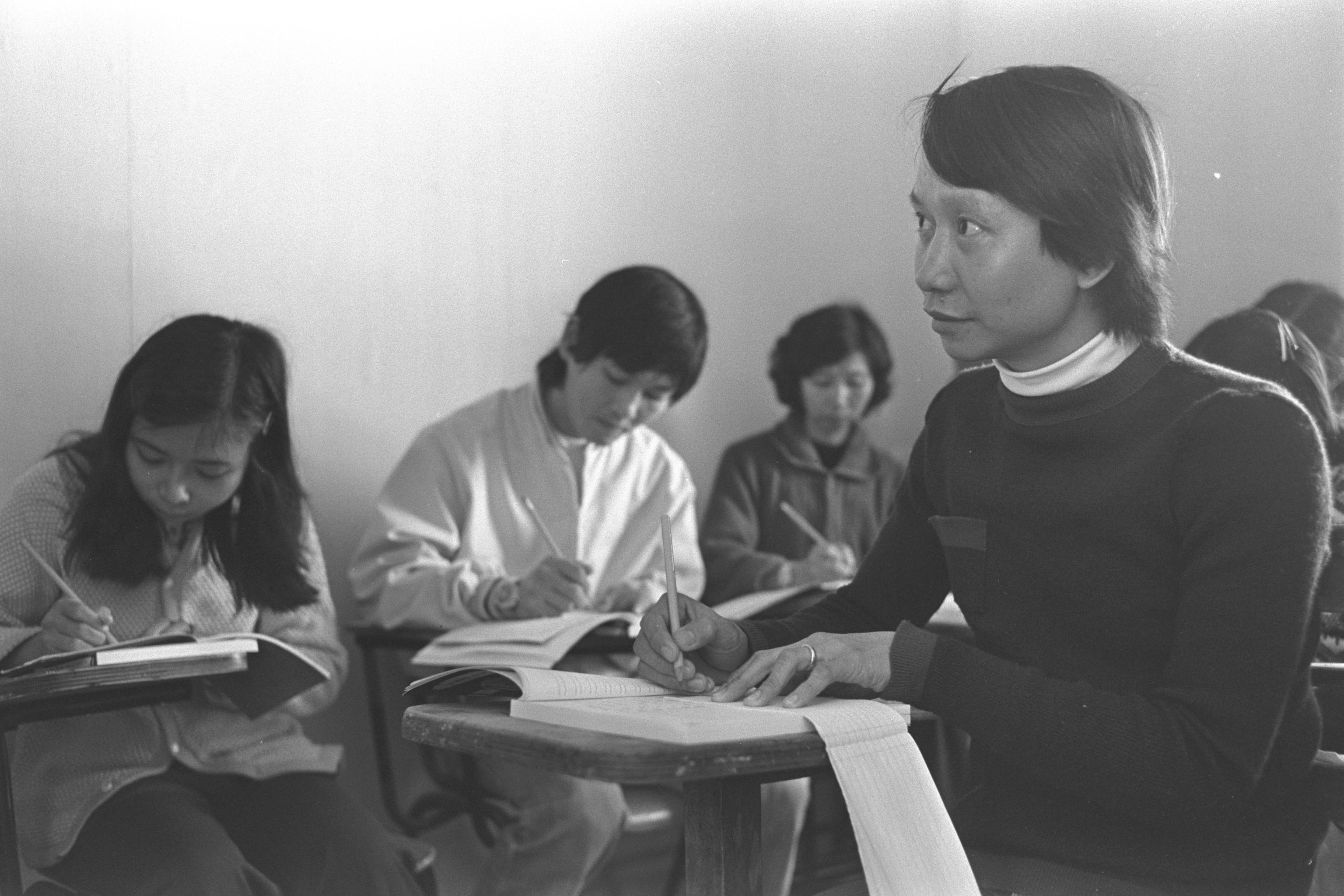
Vietnamesische Flüchtlinge in einem Ulpan, 1979

Auch Intensivkurse für Touristen und Sommerkurse für zumeist jüdische ausländische Studierende werden heute als Ulpanim bezeichnet. Jugendlager werden beispielsweise von der Organisation Taglit – Birthright Israel organisiert, welche auf Initiative von Charles Bronfman entstand. Aktivitäten wie z. B. ein Besuch bei den Israelischen Verteidigungsstreitkräften sollen das Interesse an einer späteren Alija wecken. Zudem besuchen in Israel auch Asylbewerber und nichtjüdische Arbeitsimmigranten häufig einen Ulpan.
Noch immer spielen die Ulpanim eine wichtige Rolle für Neueinwanderer. Es werden zahlreiche Kurse angeboten, etwa von der Jewish Agency, städtischen Verwaltungen, Kibbuzim und den Universitäten. Für neue Olim ist der Besuch der Kurse kostenlos. Entsprechende Gutscheine können teilweise auch bei privaten Anbietern eingelöst werden, dazu zählen beispielsweise Ulpan Or, Ulpan Gordon, oder Ulpan Bayit in Tel Aviv-Jaffa. Zudem gibt es ein breites Kursangebot im Internet.

## Lehrmittel
- Ora Band, Bella Bergman, Priscilla Fishman: Hebrew: A Language Course (Alef, Bet, Gimel). Behrman House Publishing, Millburn (New Jersey). ISBN 0-87441-331-1.
- Shlomit Chayat, Sarah Israeli, Hilla Kobliner: Ivrit min ha'Hatchalah ha'Chadasch (Alef, Bet) – (Hebrew from the Scratch Part 1, 2). Academon, Jerusalem.
  - Esti Simons: From Here to There – Supplementary for Hebrew from the Scratch 1. updated edition, Academon/Magnes Press, Jerusalem 2019. ISBN 978-965-350-151-5.
- Nili Ganani: Ivrit me’Bereschit Alef. Rachgold, Cholon. ISBN 965-7374-02-2.
- Menahem Mansoor: Contemporary Hebrew 1 – An Introductory Course in the Hebrew Language. Behrman House Publishing, Millburn (New Jersey). ISBN 0-87441-251-X.
- Shulamit Zemach-Tendler: Lehrbuch der Neuhebräischen Sprache (Iwrit). 2., unveränderte Auflage, Buske Verlag, Hamburg 2008. ISBN 978-3-87548-523-3.